# Liste der Kulturdenkmäler in Gonzenheim
Die folgende Liste enthält die in der Denkmaltopographie ausgewiesenen Kulturdenkmäler auf dem Gebiet des Ortsteils Gonzenheim der  Stadt Bad Homburg vor der Höhe, Hochtaunuskreis, Hessen.
Hinweis: Die Reihenfolge der Denkmäler in dieser Liste orientiert sich an der Anschrift, alternativ ist sie auch nach der Bezeichnung, der vom Landesamt für Denkmalpflege vergebenen Nummer oder der Bauzeit sortierbar.
Kulturdenkmäler werden fortlaufend im Denkmalverzeichnis des Landes Hessen durch das Landesamt für Denkmalpflege Hessen auf Basis des Hessischen Denkmalschutzgesetzes (HDSchG) geführt. Die Schutzwürdigkeit eines Kulturdenkmals hängt nicht von der Eintragung in das Denkmalverzeichnis des Landes Hessen oder der Veröffentlichung in der Denkmaltopographie ab.

| Bild                                              | Bezeichnung                                            | Lage | Beschreibung | Bauzeit                | Objekt-Nr. |
| ------------------------------------------------- | ------------------------------------------------------ | --- | --- | ---------------------- | ---------- |
| Fachwerkwohnhaus                                  | Fachwerkwohnhaus                                       | Gonzenheim, Alt Gonzenheim 1 LageFlur: 9, Flurstück: 59 | |                        | 7498 DDB   |
| Wohnhaus                                          | Wohnhaus                                               | Gonzenheim, Alt Gonzenheim 12 LageFlur: 9, Flurstück: 55 | | 1705 bis 1715          | 7500 DDB   |
| Doppelhausvilla mit Stützmauern und Nebengebäuden | Doppelhausvilla mit Stützmauern und Nebengebäuden      | Gonzenheim, Alt Gonzenheim 25/27 LageFlur: 10, Flurstück: 151/8, 153/8 | | 1905 bis 1915          | 7502 DDB   |
| Stützmauern                                       | Stützmauern                                            | Gonzenheim, Am Bahnhof o. Nr. LageFlur: 14, Flurstück: 103/8 | | Anfang 20. Jahrhundert | 7522 DDB   |
| Betriebsgebäude                                   | Betriebsgebäude                                        | Gonzenheim, Am Bahnhof 1 LageFlur: 14, Flurstück: 69/35 | |                        | 7514 DDB   |
| weitere Bilder                                    | Empfangsgebäude, Uhrturm                               | Gonzenheim, Am Bahnhof 2 LageFlur: 14, Flurstück: 69/32 | |                        | 7516 DDB   |
| Wasserturm                                        | Wasserturm                                             | Gonzenheim, Am Bahnhof 3 LageFlur: 14, Flurstück: 69/14 | |                        | 7518 DDB   |
| weitere Bilder                                    | Fürstenbahnhof                                         | Gonzenheim, Am Bahnhof 4 LageFlur: 14, Flurstück: 69/11 | | 1878 bis 1888          | 7520 DDB   |
| Wohnhaus                                          | Wohnhaus                                               | Gonzenheim, Am Hohlebrunnen 2 LageFlur: 14, Flurstück: 43/7 | | Anfang 20. Jahrhundert | 7530 DDB   |
| Wohnhaus                                          | Wohnhaus                                               | Gonzenheim, Am Kitzenhof 4 LageFlur: 9, Flurstück: 64 | 1619 errichtetes Fachwerkwohnhaus. Traufständig unter Satteldach liegender zweigeteilter Bau: ehemalige Durchfahrt und Wohnbereich. Das Haus ist Restbestand des Kitzenhofes. 1923–37 Bürgermeisteramt. Seit 18. Mai 2013 Ortsgeschichtliches Museum von Gonzenheim. Im Museum sind Zeugnisse der Frühgeschichte (Frankengrab), der Ortsgeschichte, der Landwirtschaft und des Handwerkes bis hin zum Vereinsleben ausgestellt.                                                                                          | 1619                   | 7540 DDB   |
| Keilsteine                                        | Keilsteine                                             | Gonzenheim, Am Kitzenhof (bei Nr. 4) LageFlur: 9, Flurstück: 87 | In die Wand des Vereinshauses Gonzenheim eingebauter Keilstein aus Buntsandstein von 1833. Der zweite Keilstein trägt die Jahreszahl 1867. | 1833                   | 7542 DDB   |
| Bundesschuldenverwaltung                          | Bundesschuldenverwaltung                               | Gonzenheim, Bahnhofstraße 16/18 LageFlur: 14, Flurstück: 12/13 | 1953 nach Entwurf Walter Freiwald, Marburg, erbautes Gebäude für die Bundesschuldenverwaltung. Es wird nun als technisches Rathaus genutzt. | 1953                   | 7597 DDB   |
| Lokschuppen                                       | Lokschuppen                                            | Gonzenheim, Dornbachstraße 1a LageFlur: 14, Flurstück: 125/5 | In diesem Lokschuppen wurden bis in die 1950er Jahre 14 Dampflokomotiven untergestellt. Ab 2012 erfolgte eine Sanierung. Das Lokschuppentypische Rondell wurde beibehalten, auch einige der Schienen (im Bereich der ehemaligen Drehscheibe und unter dem Fußboden einiger Räume), und um einen Neubau ergänzt. Die Räume sind nun zur Büronutzung vermietet. |                        | 7524 DDB   |
| Bild gesucht BW                                   | Taunusbahn                                             | Gonzenheim, Eisenbahn, Lange Meile, Frankfurter Landstraße (L3003), Dornbachstraße 1a, Dornbachstraße, Dornbach, Am Bahnhof 1–4, Am Bahnhof LageFlur: 3, 5, 6, 9, 13, 14, Flurstück: 209/1, 35, 72/5, 75/1, 116/2, 116/3, 121/2, 271/128, 273/137, 103/11, 103/8, 125/18, 125/19, 125/5, 69/11, 69/13, 69/14, 69/24, 69/25, 69/28, 69/29, 69/31–40 | |                        | 953023 DDB |
| weitere Bilder                                    | Villa                                                  | Gonzenheim, Frankfurter Landstraße 2 LageFlur: 8, Flurstück: 26/1 | | 1895 bis 1905          | 7741 DDB   |
| Villa                                             | Villa                                                  | Gonzenheim, Frankfurter Landstraße 9 LageFlur: 8, Flurstück: 31/10 | | 1895 bis 1905          | 7743 DDB   |
| Fachwerkwohnhaus                                  | Fachwerkwohnhaus                                       | Gonzenheim, Frankfurter Landstraße 130 LageFlur: 10, Flurstück: 63/4 | | Anfang 19. Jahrhundert | 7745 DDB   |
| Fachwerkwohnhaus                                  | Fachwerkwohnhaus                                       | Gonzenheim, Frankfurter Landstraße 134 LageFlur: 10, Flurstück: 71/3 | |                        | 7747 DDB   |
| Fachwerkwohnhaus                                  | Fachwerkwohnhaus                                       | Gonzenheim, Frankfurter Landstraße 158 LageFlur: 11, Flurstück: 13 | |                        | 7749 DDB   |
| Bild gesucht BW                                   | Gesamtanlage Frankenstraße/Römerstraße                 | Gonzenheim, Frankenstraße 5–11, 2–10, Römerstraße 20–22 Lage | |                        | 7486 DDB   |
| Nebengebäude einer Villa                          | Nebengebäude einer Villa                               | Gonzenheim, Herderstraße 2 LageFlur: 1, Flurstück: 1/88 | |                        | 7786 DDB   |
| Bild gesucht BW                                   | Villa                                                  | Gonzenheim, Immanuel-Kant-Straße 10 LageFlur: 1, Flurstück: 144/1 | | 1891                   | 7832 DDB   |
| Villa                                             | Villa                                                  | Gonzenheim, Im Rosengarten 1 LageFlur: 2, Flurstück: 36/1 | | Anfang 20. Jahrhundert | 7834 DDB   |
| Wohnhaus                                          | Wohnhaus                                               | Gonzenheim, Im Rosengarten 4 LageFlur: 2, Flurstück: 32/6 | | 1912                   | 7836 DDB   |
| Villa                                             | Villa                                                  | Gonzenheim, Kaiser-Friedrich-Promenade 124 LageFlur: 8, Flurstück: 113/3 | | 1910                   | 7935 DDB   |
| Villa                                             | Villa                                                  | Gonzenheim, Kaiser-Friedrich-Promenade 126 LageFlur: 8, Flurstück: 111/1 | | 1908                   | 7939 DDB   |
| Villa                                             | Villa                                                  | Gonzenheim, Kaiser-Friedrich-Promenade 128 LageFlur: 8, Flurstück: 109/1 | | 1909                   | 7943 DDB   |
| Villa                                             | Villa                                                  | Gonzenheim, Kaiser-Friedrich-Promenade 139 LageFlur: 8, Flurstück: 358/76 | | 1911                   | 7945 DDB   |
| Städt. Friedhof Gonzenheim – Ehrenmal/Kreuze      | Städt. Friedhof Gonzenheim – Ehrenmal/Kreuze           | Gonzenheim, Kaiser-Friedrich-Promenade 150 LageFlur: 8, Flurstück: 96/1 | An die Toten des Ersten Weltkriegs erinnert ein am 25. August 1929 eingeweihter Taunusfindling mit Inschrift, Eichenlaubzweig und Eisernem Kreuz. Darum sind 30 kleinere, die Namen der gefallenen Gonzenheimer Kriegsteilnehmer tragenden Kreuze. Ausführung Friedrich Hett, Homburg und Heinrich Halmenstein, Gonzenheim; Gartengestalterischer Entwurf Firma Siesmayer, Frankfurt. Mit 7 schmiedeeisernen Kreuzen (für die 7 Kriegsjahre) wird seit dem 15. November 1959 den Opfern des Zweiten Weltkrieges gedacht. | 1929                   | 7949 DDB   |
| Villa                                             | Villa                                                  | Gonzenheim, Kaiser-Friedrich-Promenade 159 LageFlur: 8, Flurstück: 86/2 | | 1906                   | 7947 DDB   |
| Wohnhaus                                          | Wohnhaus                                               | Gonzenheim, Kirchgasse 3 LageFlur: 10, Flurstück: 32/1, 32/2 | | 1728                   | 8486 DDB   |
| weitere Bilder                                    | Evangelische Kirche                                    | Gonzenheim, Kirchgasse 8 LageFlur: 9, Flurstück: 103/69 | | 1845 + 1877            | 8488 DDB   |
| Bild gesucht BW                                   | Wohnhaus                                               | Gonzenheim, Louisenstraße 117 LageFlur: 14, Flurstück: 798 | | 1845 bis 1855          | 8144 DDB   |
| Doppelwohnhaus                                    | Doppelwohnhaus                                         | Gonzenheim, Louisenstraße 119/121 LageFlur: 14, Flurstück: 800/1 | | Ende 19. Jahrhundert   | 8145 DDB   |
| Bild gesucht BW                                   | Wohnhaus                                               | Gonzenheim, Louisenstraße 125 LageFlur: 14, Flurstück: 806 | |                        | 8147 DDB   |
| Bild gesucht BW                                   | Wohnhaus                                               | Gonzenheim, Louisenstraße 151 LageFlur: 14, Flurstück: 824 | | Ende 19. Jahrhundert   | 8151 DDB   |
| weitere Bilder                                    | Wohnhaus                                               | Gonzenheim, Louisenstraße 159/161 LageFlur: 14, Flurstück: 42/19, 42/6 | | 1902 bis 1912          | 8153 DDB   |
| Wohn- und Geschäftshaus                           | Wohn- und Geschäftshaus                                | Gonzenheim, Louisenstraße 163 LageFlur: 14, Flurstück: 42/15 | | 1903 bis 1913          | 8155 DDB   |
| Villa                                             | Villa                                                  | Gonzenheim, Quellenweg 1 LageFlur: 2, Flurstück: 77/12 | |                        | 8244 DDB   |
| Villa                                             | Villa                                                  | Gonzenheim, Quellenweg 2 LageFlur: 2, Flurstück: 42/3 | |                        | 8246 DDB   |
| Villa                                             | Villa                                                  | Gonzenheim, Römerstraße 28 LageFlur: 8, Flurstück: 71/1 | | Anfang 20. Jahrhundert | 8298 DDB   |
| weitere Bilder                                    | Heilig Kreuz Kirche / Walker Orgel                     | Gonzenheim, Unterer Mittelweg 26 LageFlur: 13, Flurstück: 57/12 | Die Kirche wurde 1953 gebaut. Die Orgel bereits 1866 und 1953 in diese Kirche gebracht. | 1866                   | 8412 DDB   |
| Bild gesucht BW                                   | Ehemaliges Sanatorium Dr. Goldschmidt mit Gartenanlage | Gonzenheim, Untere Terrassenstraße 1 LageFlur: 7, Flurstück: 1/3 | Das Gebäude des Sanatoriums Dr. Goldschmidt wurde 2016 unter Denkmalschutz gestellt. | 1911                   | 793791 DDB |
| Pförtnerhaus                                      | Pförtnerhaus                                           | Gonzenheim, Viktoriaweg 6 LageFlur: 1, Flurstück: 1/96 | | Ende 19. Jahrhundert   | 8422 DDB   |
| Pförtnerhaus und Tor                              | Pförtnerhaus und Tor                                   | Gonzenheim, Viktoriaweg 12 LageFlur: 1, Flurstück: 59/4 | | Ende 19. Jahrhundert   | 8424 DDB   |
| Wohnhaus                                          | Wohnhaus                                               | Gonzenheim, Weinbergsweg 17 LageFlur: 2, Flurstück: 39/1 | |                        | 8456 DDB   |
| Wohnhaus                                          | Wohnhaus                                               | Gonzenheim, Weinbergsweg 60 LageFlur: 2, Flurstück: 95/3 | Maria-Ward-Schule | 1890                   | 8458 DDB   |
| Bild gesucht BW                                   | Wohnhaus                                               | Gonzenheim, Weinbergsweg 68 LageFlur: 2, Flurstück: 101/1 | |                        | 8460 DDB   |
| Wohnhaus                                          | Wohnhaus                                               | Gonzenheim, Wingertsbergweg 16 LageFlur: 1, Flurstück: 1/93 | | 1862                   | 8470 DDB   |